# Tervezett magas épületek és építmények
A tervezett magas épületek és építmények listájában, olyan felhőkarcolók és struktúrák szerepelnek, amelyeket megterveztek, de még nem épültek meg, vagy nem is fognak megépülni. Egyes struktúrákat meg is terveztek, de az építésük soha nem kezdődött el, vagy ha igen, akkor nem fejezték be, és a terveket később törölték.

## Tervezett építmények
Ha az összes itt leírt struktúrák valamelyikét is felépítenék, akkor az a világ legmagasabb épülete lenne.
- Az űrlift egy jövőbeli, elképzelt közlekedési eszköz, mely a világűrbe való feljutásban a jelenlegi hordozórakétákat váltaná le. Az elképzelés szerint egy körülbelül 36 000 km magasan, geostacionárius pályán keringő műholdat kötne össze a Földdel egy igen erős kábel.
- A kilövési hurok egy olyan koncepció, amely 80 km magas és 2000 km hosszú lenne, amit űreszközök orbitális pályájára való indítására, űrturizmusra, űrkutatásra és űrkolonizációra használnának. Költsége körülbelül 10 milliárd dollár.[1]
- Az X-Seed 4000 a valaha tervezett legmagasabb építmény. 4000 méter magas, 800 emelettel, átmérője az alapzatnál pedig 6000 méter lenne; formája egy hegyre hasonlít. Valószínűleg Tokió közelében, Japánban építenék, a Taisei Construction Corporation nevű cég tervei alapján.
- A Dubai City Tower egy tervezett 400 emeletes, 2400 méter magas épület, amit Dubajban építenének meg.
- A Shimizu Mega-City Pyramid egy tervezett projekt, amelynek keretében egy hatalmas piramist építenének Japánban a Tokiói-öbölben. A szerkezet körülbelül 14-szer magasabb lenne, mint a Gízában található nagy piramis. Ha megépül, ez lesz a legnagyobb ember alkotta szerkezet a Földön. A szerkezet 2004 méter magas lenne, és csökkentené Tokió helyhiányát.
- Az Al Jaber Tower egy tervezett felhőkarcoló, amit Kuvaitvárosban építenének meg az olasz építész Omero Marchetti tervei alapján. Ha megépülne magassága elérné az 1852 métert.
- A Kingdom Tower, azaz Királyság-torony (korábbi nevén: Mile-High Tower, arabul: برج الميل) egy tervezett felhőkarcoló a szaúd-arábiai Dzsiddában. Az építési engedélyt 2011 áprilisában megkapták, a tervezett magassága 1600 méter.
- A londoni Eco-Tower 500 emeletes és 1500 méter magas lenne.[2][3]
- A Bionic Tower egy 1228 méteres, 300 emeletesre tervezett függőleges város, amit a kínai Sanghajban építenének meg. Az épület 100 000 embert lenne képes befogadni.
- A Murjan Tower egy svéd cég által megálmodott, szupermagas felhőkarcoló Bahreinben. Melynek tervezésével a dán Henning LARSENS Tegnestue A / S vállalatot bízták meg. Az épület 1022 méter magas és 200 emeletes lenne.[4]
- A Mubarak al-Kabir Tower vagy Madinat al-Hareer (Selyemváros), (Kuvait), tervezője az Eric Kuhne and Associates vállalat, mely az épület magasságát 1001 méteresre tervezi.
- A tervezett Sky City 1000 a jövő egyik lehetséges városának a terve. Célja, hogy véget vessen a zsúfoltságnak és a zöldterületek hiányának Japán fővárosában, Tokióban. Az épület a tervek szerint 1000 méter magas, 400 méter széles az alapzatánál, és 8 km² alapterületű.
- A Buenos Aires Forum egy tervezett szupermagas felhőkarcoló Buenos Airesben: ha megépítenék, 1000 m magas lenne.
- A Miapolis egy tervezett szupermagas felhőkarcoló, amit a floridai Miamiban, Watson-szigetre építenének: a magassága 975 m, és 160 emeletes lenne.
- A tervezett DIB-200 egy vegyes használatú szupermagas felhőkarcoló, amit a japán Kajima építőipari cég javasolt. Az épületet Sadaaki Masuda és Scott Howe tervezte meg. Ha megépülne, 800 méter magas lenne.
- A Noida Tower egy 710 m magasra tervezett épület, amit Delhi NCR régiójában építenének meg.[5]
- A Dream Tower 665 m magas, 150 emeletes lenne, amit a dél-koreai Szöulban terveznek megépíteni 2016-ra.[6]
- A Sapporo TV Tower egy tervezett torony a japán Szapporóban; magassága 650 méter; befejezése 2015-re várható.
- A Digital Media City Landmark Building egy tervezett épület, amit a Digital Media City javasolt a dél-koreai Szöulba: 640 m magas és 130 emeletes lesz. Elkészültekor a világ második legmagasabb épülete lesz, egyben a világ legmagasabb obszervatóriuma és szállodája is. Az építkezés 2010-ben kezdődött, és várhatóan 2015 áprilisára fejeződik be.
- A Port Tower egy tervezett felhőkarcoló a pakisztáni Karacsiban. Ha elkészül, a magassága 593 m (1947 láb)  lesz, ami Pakisztán függetlenségére utal (1947).
- Kambodzsában egy 555 méteres felhőkarcolót terveznek, amit a miniszterelnök hagyott jóvá, és amit az ország fővárosában, Phnompenben építenének fel.
- A Kochi Nemzetközi Kereskedelmi és Kiállítási Központ egy tervezett szupermagas épület, amit az indiai Kerala állambeli Kochiban építenének fel. A szerkezet 500 méter magas lenne a befejezésekor.
- A tervezett GIFT Diamond Tower az indiai Gujarat International Finance Tec-City-ben, a Gudzsarát állambeli Gandhinagarban épülne fel. A tervezett magassága 410 méter lenne.
- A Solar Updraft Tower az Ausztráliai Burongában épülne fel; tervezett magassága 410 és 1000 méter között lenne. Az állam bizonytalan a megépítésében.
- A Lanco Hills Signature Tower egy 400 méter magasra tervezett felhőkarcoló, amely az indiai Haidarábádban épülne meg.

## Elhagyott tervek
- Az International Business Center egy tervezett felhőkarcoló volt, amit Szöulban, Dél-Koreában építettek volna meg. Az épületet 580 m magasra és 130 emeletesre tervezték. Befejezése 2013-ban lett volna, de a projektet törölték.
- Az Ultima Tower egy hipotetikus, 3 km magas felhőkarcoló; tervezője Eugene Tsui. Ha megépülne, 3217 méter magas és 500 emeletes lenne.[7]
- A Houston Tower egy felhőkarcoló lett volna Houstonban. Az épületet 2,1 km magasra tervezték.
- Az Aeropolis 2001 egy tervezett 500 emeletes toronyház volt, amit a japánbeli Tokiói-öbölbe terveztek meg. A magassága 2000 méter lett volna.
- "Az Illinois" egy 1956-ban Frank Lloyd Wright által elképzelt, egy mérföld magas (1609 méteres) felhőkarcoló lett volna Chicagóban.
- A Nakheel Tower (korábban Al Burj) egy tervezett felhőkarcoló volt, amit az Egyesült Arab Emírségekben található Dubajban építettek volna fel. Magassága 1400 méter lett volna,[8] de 2009 novemberében a projektet törölték az az évi dubaji pénzügyi válság miatt.
- A Miglin-Beitler Skyneedle egy 610 m magas épület lett volna Chicagóban, 1988-ban.[9]
- Az Eaton's / John Maryon Tower egy 503 m (antennával 686 m) magas épület lett volna Torontóban, 1971-ben.
- A 7 South Dearborn egy 1999-ben tervezett, 610 m (2001 láb) magas épület lett volna Chicagóban.
- Az 500 méter magas Dragon Tower az indonéziai Jakartában épült volna fel, azonban az 1990-es gazdasági válság miatt feladták a tervét.

## Fordítás
Ez a szócikk részben vagy egészben  a   Proposed tall buildings and structures című angol Wikipédia-szócikk ezen változatának fordításán alapul.  Az eredeti cikk szerkesztőit annak laptörténete sorolja fel. Ez a jelzés csupán a megfogalmazás eredetét és a szerzői jogokat jelzi, nem szolgál a cikkben szereplő információk forrásmegjelöléseként.